# Sojus 3
Sojus 3 war  mit Start am 26. Oktober 1968 der zweite bemannte Flug des sowjetischen Raumschiffs Sojus und der erste seit dem Unfall am 24. April 1967, der den Kosmonauten Wladimir Komarow an Bord von Sojus 1 tötete. Insgesamt war es der elfte Flug im sowjetischen Sojusprogramm.

## Besatzung
- Georgi Timofejewitsch Beregowoi (1. Raumflug), Kommandant

### Ersatzmannschaft
- Wladimir Alexandrowitsch Schatalow, Kommandant

## Unbemannte Testflüge
Nach dem Absturz von Sojus 1 im April 1967, bei dem unter anderem die Fallschirme versagten, wurden verschiedene Konstruktionsänderungen am Sojus-Raumschiff vorgenommen.
Zwei unbemannte Sojus-Raumschiffe führten unter den Tarnbezeichnungen Kosmos 186 und 188 am 30. Oktober 1967 die erste automatische Kopplung in der Erdumlaufbahn durch. Dennoch war diese Mission kein voller Erfolg: erstens wurde zu viel Treibstoff verbraucht, zweitens verkantete sich der Koppelungsmechanismus und drittens gab es Probleme mit der Lageregelung beim Wiedereintritt, wobei bei Kosmos 186 sehr hohe Verzögerungen auftraten und Kosmos 188 so weit vom Kurs abkam, dass es gesprengt werden musste.
Die Leitung der sowjetischen Raumfahrt entschied, eine weitere unbemannte Doppelmission im März oder April 1968 durchzuführen, bevor im Mai oder Juni eine bemannte Mission gewagt würde.
Kosmos 212 und 213 führten am 15. April 1968 eine fehlerfreie automatische Kopplung durch, auch die Landung klappte hervorragend. Probleme bereiteten jedoch die Fallschirme, die sich nach der Landung nicht von der Rückkehrkapsel lösten.
Ein letzter unbemannter Test des Sojus-Raumschiffes wurde mit Kosmos 238 durchgeführt. Dieser Flug vom 28. August 1968 bis zum 1. September 1968 verlief ohne Probleme.

## Vorbereitung des bemannten Flugs
Wie beim geplanten Doppelflug von Sojus 1 und Sojus 2A sollten beim nächsten bemannten Raumflug zwei Sojus-Raumschiffe in der Erdumlaufbahn koppeln und zwei Kosmonauten von einem in das andere Raumschiff umsteigen. Das hätte der Sowjetunion endlich wieder eine Erstleistung in der Raumfahrt gebracht.
Als Kosmonauten für den Weltraumausstieg waren wie schon bei Sojus 2A Jewgeni Chrunow und Alexei Jelissejew vorgesehen. Chrunow war ein Mitglied der ersten Kosmonautengruppe, Jelissejew war vormals Ingenieur im Konstruktionsbüro und stieß erst 1966 auf Drängen des Konstrukteurs Sergei Koroljow zu den Kosmonauten.
Unklar war dagegen, wer die beiden Raumschiffe steuern sollte. Hierfür kamen vor allem Boris Wolynow und Georgi Beregowoi in Frage. Wolynow war Mitglied der ersten Kosmonautengruppe, aber im Zentralkomitee war man aufgrund seiner jüdischen Abstammung gegen ihn eingestellt. Beregowoi war auf Fürsprache von Koroljow in die Kosmonautenmannschaft aufgenommen worden und war dort sehr unbeliebt.
Im Frühling 1968, nach dem erfolgreichen Testflug von Kosmos 212 und 213 war noch nicht einmal klar, wie viel Besatzungsmitglieder in den Raumschiffen starten und landen würden. Eine Landung mit drei Kosmonauten an Bord konnte aufgrund von Problemen mit den Reservefallschirmen tödlich werden. Deshalb wurde erwogen, jeweils zwei Besatzungsmitglieder zu starten, aber bei einer Kopplung niemanden umsteigen zu lassen. 
Als weitere Möglichkeit kam ins Gespräch, dass Jelissejew mit Wolynow starten und im Orbit zu Chrunow umsteigen könnte. Chrunow hatte aber keine Ausbildung als Raumschiffkommandant.
Auch ein Start mit nur einem Kosmonauten und eine Kopplung an ein unbemanntes Raumschiff wurde vorgeschlagen. Damit würde der Ausstieg im Weltraum auf später verschoben. Wassili Mischin, der Leiter des sowjetischen Konstruktionsbüros, forderte, dass der Konstrukteur Konstantin Feoktistow, der bereits mit Woschod 1 als Wissenschaftskosmonaut im All war, das Raumschiff steuern sollte. Dagegen sprach jedoch, dass Feoktistow zwar seit einiger Zeit für Weltraumausstiege trainierte, jedoch keine Ausbildung als Pilot hatte. Außerdem war sein Gesundheitszustand bedenklich, er litt unter Magengeschwüren.
Bei der theoretischen Kosmonautenprüfung am 28. September 1968 schnitt Beregowoi am besten ab und wurde somit für den nächsten bemannten Flug nominiert. Ersatzleute wurden die beiden anderen Prüfungsteilnehmer Schatalow und Wolynow.

## Flugverlauf
Das unbemannte Raumschiff Sojus 2 startete am 25. Oktober 1968 um 09:00 UT. Sojus 3 mit Beregowoi an Bord folgte am 26. Oktober um 08:34 UT. Bei Erreichen der Umlaufbahn betrug die Entfernung zu Sojus 2 nur 11 km.
Die Annäherung von Sojus 3 an Sojus 2 erfolgte zunächst vollautomatisch durch das Igla-Annäherungssystem. Als die Entfernung noch 200 Meter betrug, schaltete Beregowoi wie geplant auf Handsteuerung um. In einer Entfernung von 30 bis 40 Metern brach er den Anflug ab, weil die Positionsleuchten von Sojus 2 auf eine falsche Ausrichtung der Raumschiffe hindeuteten.
Sojus 2 hatte zwei Dauerleuchten oben und zwei Blinklichter unten. Entweder waren diese falsch montiert oder eingestellt oder aber Beregowoi hatte sie verwechselt. Da die Annäherung auf der Nachtseite der Erde erfolgte, wollte Beregowoi darauf warten, bis die Raumschiffe wieder aus dem Erdschatten traten.
Als sie wieder von der Sonne beleuchtet wurden, hatten sie sich gegeneinander verdreht. Beregowoi schaffte es nicht, mit dem verbleibenden Treibstoff Sojus 3 korrekt auszurichten, so dass der Koppelversuch abgebrochen werden musste.
Später stellte sich heraus, dass während der automatischen Steuerung 30 kg Treibstoff in 20 Minuten verbraucht wurde. Anschließend verbrauchte Beregowoi mit der Handsteuerung 40 kg in 2 Minuten.
Beregowoi blieb noch mehrere Tage in der Erdumlaufbahn. Unter anderem testete er das Lageregelungssystem, das sich an einem Stern orientierte. Hierzu schaltete Beregowoi das System kurzzeitig aus, drehte das Raumschiff zur Sonne und schaltete das System wieder an. Die Automatik versuchte, das Raumschiff wieder in die vorherige Lage zu bringen, versagte dabei jedoch, weil das System den Stern nicht mehr finden konnte.
Die Landung von Sojus 3 erfolgte am 30. Oktober 1968 um 07:25 UT, dabei wurde der Zielpunkt nur um 10 km verfehlt.
Sojus 2 war zuvor schon am 28. Oktober um 07:51 UT gelandet.

## Auswirkung auf das Sojusprogramm
Im Vorfeld war kontrovers diskutiert worden, ob die Annäherung und die Kopplung automatisch oder manuell durchgeführt werden sollte. Die positiven Erfahrungen von Kosmos 212 und 213 sowie der Fehlschlag von Sojus 2 und 3 zeigten deutlich, dass die IGLA-Automatik einem Piloten überlegen war.
Das Lageregelungssystem war jedoch noch nicht ausgereift und musste verbessert werden.
Der nächste Sojus-Doppelflug sollte dann die schon für April 1967 vorgesehene Kopplung zweier bemannter Raumschiffe durchführen, bei der zwei Kosmonauten von Sojus 5 zu Sojus 4 umsteigen sollten.
Mit Beregowois Leistung war man nicht zufrieden. Er wurde für keinen weiteren Flug nominiert.
Das amerikanische Apollo-Programm hatte kurz zuvor mit Apollo 7 den ersten bemannten Flug des neuen Apollo-Raumschiffs durchgeführt. Kurz darauf gab die NASA bekannt, dass noch im Dezember 1968 mit Apollo 8 der erste bemannte Mondflug folgen sollte.